# Zeitschrift für slavische Philologie
Zeitschrift für slavische Philologie (Revue de philologie slave) est une revue de slavistique de langue allemande.
C'est la plus ancienne revue existante dans cette langue.

## Histoire
Le magazine est fondé en 1924 par Max Vasmer, qui le publie jusqu'à sa mort survenue en 1982, et, également, avec son élève, Margarete Woltner, à partir de 1947. Les éditeurs confient la publication à Peter Brang et Herbert Bräuer en 1968. Après la mort de Bräuer, Helmut Keipert lui succède en 1990. Le comité de rédaction est ensuite complété en 1994 par Walter Koschmal et Tilman Berger. Brang et Keipert quittent le conseil respectivement en 2009 et 2012 et sont remplacés par Dirk Uffelmann et Imke Mendoza. Birgit Beumers est une autre rédactrice depuis 2014. Jens Herlth rejoint l'équipe éditoriale en 2019, que Walter Koschmal quitte en 2020.

## Publication
La revue est publiée par Universitätsverlag Winter avec deux numéros par an et contient des articles littéraires et linguistiques, généralement publiés en allemand, mais parfois aussi en anglais ou en russe.